# Långkälens naturreservat
Långkälens naturreservat är ett naturreservat i Östersunds kommun i Jämtlands län.
Området är naturskyddat sedan 2023 och är 120 hektar stort. Reservatet ligger nordost om Lit och består av Blekån samt grandominerad kalkbarrskog.